# Lepidokirbyia venigera
Lepidokirbyia venigera là một loài bướm đêm thuộc phân họ Arctiinae, họ Erebidae.